# Martin Boyle
Martin Callie Boyle (25 de abril de 1993) es un futbolista profesional australiano que juega de centrocampista en el Hibernian F. C. de la Scottish Premiership.

## Trayectoria

### Montrose F. C.
Nacido en Aberdeen, Reino Unido, Boyle comenzó su carrera en Montrose. Hizo su primera aparición en la categoría sénior en una eliminatoria de la Copa de Escocia de 2009-10 contra el Hibernian, a los 16 años.
Boyle firmó un contrato sénior en agosto de 2010 y anotó su primer gol para el primer equipo en una victoria sobre Clyde Football Club poco después. Anotó el gol de la victoria contra Arbroath Football Club en la Copa de Escocia y terminó la temporada con cuatro goles. Boyle firmó un nuevo contrato en 2011 e inició nueve partidos como jugador titular y dieciséis partidos adicionales como suplente en su primera temporada, anotando tres goles. En la temporada 2011-12, reclamó un papel titular e hizo 41 apariciones en todas las competiciones, anotando 22 goles. En el último juego de la temporada, anotó su primer hat-trick sénior en la victoria por 5-0 sobre Clyde. Recibió un premio por ser el máximo goleador en la Liga escocesa de fútbol. Boyle entrenó con Aberdeen Football Club en el verano de 2012, pero regresó para el entrenamiento de pretemporada con Montrose, jugando en su derrota por 2-0 ante Stenhousemuir el 7 de julio. Hizo cuatro apariciones (una en la liga, dos en la Challenge Cup y una en la Copa de la Liga de Escocia) al comienzo de la nueva temporada.

### Dundee Football Club
Boyle fichó por el Dundee de la Premier League escocesa en agosto de 2012. Hizo su debut entrando como sustituto de Jim McAlister en el derbi de Dundee el 19 de agosto de 2012, que Dundee perdió 3-0. Sin embargo, solo hizo diez apariciones en total para el club, siendo suplente no utilizado en varias ocasiones.
En enero de 2013, se vinculó a Boyle con un traslado al Alloa Athletic Football Club en calidad de préstamo, pero el traslado se canceló debido a una regla que prohíbe a los jugadores jugar para tres clubes en una temporada, ya que ya había aparecido en Dundee y Montrose. En cambio, Boyle firmó con su ex club Montrose cedido por el resto de la temporada. Hizo su segundo debut con el club en un empate 1-1 contra Rangers Football Club. En la siguiente jornada, el 2 de febrero de 2013, marcó su primer gol desde que regresó en la victoria por 4-1 sobre East Stirlingshire, que marcó el comienzo de una racha de goles. El 23 de febrero marcó cuatro goles en la victoria por 5-1 sobre el Annan Athletic Football Club. Debido a su forma goleadora, Boyle fue galardonado con el premio al Jugador Joven del Mes Irn-Bru SFL de febrero.
Tras sus impresionantes demostraciones en Montrose, el técnico de Dundee, John Brown, confirmó que Boyle permanecería en el club en la temporada 2013-14. Boyle anotó su primer gol para el Dee en la victoria por 1-0 sobre Hamilton Academical Football Club, que también fue el primer partido de Paul Hartley como nuevo entrenador de Dundee. Después del partido, Hartley elogió la actuación de Boyle y no sabía que era su primer gol. Dundee fue ascendido a la Premiership escocesa al ganar el título del campeonato escocés 2013-14.
Boyle hizo su primera aparición en la Premiership escocesa en la temporada 2014-15, sustituyendo a Greg Stewart en el minuto 62 de un empate sin goles con Inverness Caledonian Thistle Football Club el 13 de agosto de 2014. Marcó su primer gol de la temporada en la segunda ronda de la Copa de la Liga, en la victoria por 4-0 sobre Raith Rovers Football Club el 26 de agosto. A pesar de aparecer en el primer equipo, Boyle tuvo problemas para anotar su primer gol de liga de la temporada y fue cedido al Hibernian de segunda división durante la segunda mitad de la temporada 2014-15. Dundee le ofreció un nuevo contrato después de que se completó el préstamo, pero decidió firmar permanentemente con Hibernian.

### Hibernian Football Club
Boyle se mudó a Hibernian en enero de 2015, en un intercambio de préstamo por Alex Harris. Hizo su debut el 3 de enero de 2015 en el Campeonato de Escocia, cuando Hibs empató 1-1 con Heart of Midlothian Football Club en el derbi de Edimburgo, y marcó su primer gol para el club el 31 de enero de 2015, en un empate 1-1 contra Raith Rovers. Posteriormente marcó dos goles en los dos últimos partidos de la temporada ante Alloa Athletic y Falkirk Football Club, pero sufrió una lesión en la rodilla que le hizo perderse los play-offs de final de temporada.
Boyle se mudó a Hibs de forma permanente en junio de 2015, firmando un contrato de dos años. Fue un sustituto no utilizado cuando el club ganó la final de la Copa de Escocia de 2016. Marcó nueve goles durante la temporada 2016-17, cuando Hibs ganó el ascenso a la Premiership.
Boyle firmó un nuevo contrato de dos años con Hibernian en junio de 2017. Después de un comienzo productivo de la temporada 2017-18, el contrato se extendió hasta 2021.
Después de haber hecho 25 apariciones en la primera parte de la temporada 2018-19, Boyle se sometió a una cirugía por una lesión de rodilla sufrida en un partido con su selección nacional de fútbol en enero de 2019, lo que le impidió seguir desempeñando un papel más en la campaña.
Boyle regresó a la acción con el primer equipo en julio de 2019, pero sufrió una recurrencia de la lesión de rodilla durante un partido de la Copa de la Liga en Elgin City F. C.. No se esperaba que volviera a jugar hasta 2020, pero regresó antes de lo esperado e hizo su regreso el 30 de octubre. Boyle anotó un empate en el tiempo de descuento para que Hibs empatara 2-2 con Livingston Football Club, luego de esto en diciembre anotó dobletes contra Aberdeen y en el derbi de Edimburgo contra Hearts. Estas actuaciones llevaron a que Boyle fuera nombrado jugador de la Premiership del mes de diciembre de 2019.
En agosto de 2020, Boyle y Hibs acordaron un nuevo contrato, que se extenderá hasta el final de la temporada 2022-23. Durante marzo de 2021, Boyle fue criticado por el entrenador del Ross County Football Club, John Hughes, por "engañar al árbitro" para ganar un tiro penal. Unas semanas más tarde, Boyle fue amonestado por simulación durante un partido con los Rangers, después de lo cual Boyle argumentó que necesitaba protección de los árbitros porque era uno de los jugadores con más faltas en la liga escocesa.
Hibs rechazó una oferta de £ 500,000 de Aberdeen por Boyle en agosto de 2021. Más tarde ese mes, Boyle firmó un nuevo contrato con Hibs que se extenderá hasta el final de la temporada 2023-24.
El 10 de septiembre de 2021, Boyle ganó el premio al Jugador del Mes de la Premiership Escocesa en agosto de 2021, después de haber marcado cuatro goles en cuatro partidos en ese mes en la liga, y Boyle declaró: “Estoy muy orgulloso de ganar el premio al Jugador del Mes , significa mucho para mí."

## Selección nacional

### Escocia juvenil
Boyle jugó para la selección de fútbol sub-16 de Escocia.

### Australia
Boyle era elegible para jugar para Escocia, la tierra de su nacimiento, y la selección nacional de Australia, ya que su padre Graeme nació en Sídney. En marzo de 2018, Boyle dijo que había solicitado un pasaporte australiano. El entrenador de Australia, Graham Arnold, se reunió con Boyle en septiembre de 2018, con el fin de seleccionarlo en su próximo equipo. El técnico de Escocia, Alex McLeish, dijo que había considerado a Boyle para la selección en mayo de 2018, pero perdió la convocatoria debido a una lesión.
Boyle fue seleccionado para el equipo de Australia en octubre de 2018, pero no pudo jugar en su partido con Kuwait porque aún no tenía pasaporte australiano. Boyle hizo su debut internacional con Australia el 17 de noviembre, sustituyendo al delantero y compañero de equipo Jamie Maclaren en un partido amistoso contra Corea del Sur en Estadio Suncorp, Brisbane. En su primera apertura con Australia, Boyle anotó dos goles y asistió al otro en la victoria por 3-0 contra el Líbano el 20 de noviembre. Fue seleccionado para el equipo de la Copa Asiática 2019, pero tuvo que retirarse debido a una lesión en la rodilla sufrida en un partido de preparación contra Omán.
Boyle fue llamado al equipo de Australia en noviembre de 2019, poco después de recuperarse de una operación de rodilla.

## Vida personal
En 2012, Boyle comenzó una relación con la futbolista internacional femenina de Aberdonian, Rachael Boyle; se conocían desde sus días escolares en Northfield Academy. Se comprometieron en 2016, y Rachael se mudó a Edimburgo para jugar para Hibernian Women's Football Club. Su hija Amelia nació en 2018 y se casaron en 2019.
A pesar de jugar para Hibs, Boyle es un gran fanático del Aberdeen FC.

## Estadísticas

### Clubes
Al 27 de octubre de 2021.
| Montrose F. C. Reino Unido  | 4.ª           | 2009-10       | 5   | 0  | 1  | 0  | — | — | 6   | 0   | 0   |
| Montrose F. C. Reino Unido  | 4.ª           | 2010-11       | 23  | 3  | 2  | 0  | — | — | 25  | 3   | 0.1 |
| Montrose F. C. Reino Unido  | 4.ª           | 2011-12       | 36  | 22 | 2  | 0  | — | — | 38  | 22  | 0.5 |
| Montrose F. C. Reino Unido  | Total club    | Total club    | 64  | 25 | 5  | 0  | — | — | 69  | 25  | 0.3 |
| Dundee F. C. Reino Unido    | 1.ª           | 2012-13       | 9   | 0  | 1  | 0  | — | — | 10  | 0   | 0   |
| Dundee F. C. Reino Unido    | 2.ª           | 2013-14       | 29  | 4  | 2  | 0  | — | — | 31  | 4   | 0.1 |
| Dundee F. C. Reino Unido    | 1.ª           | 2014-15       | 18  | 0  | 4  | 1  | — | — | 22  | 1   | 0   |
| Dundee F. C. Reino Unido    | Total club    | Total club    | 56  | 4  | 7  | 1  | — | — | 63  | 5   | 0   |
| Montrose F. C. Reino Unido  | 4.ª           | 2012-13       | 15  | 9  | 3  | 2  | — | — | 18  | 11  | 0.6 |
| Montrose F. C. Reino Unido  | Total club    | Total club    | 15  | 9  | 3  | 2  | — | — | 18  | 11  | 0.6 |
| Hibernian F. C. Reino Unido | 2.ª           | 2014-15       | 17  | 3  | 0  | 0  | — | — | 17  | 3   | 0.1 |
| Hibernian F. C. Reino Unido | Total club    | Total club    | 17  | 3  | 0  | 0  | — | — | 17  | 3   | 0.1 |
| Hibernian F. C. Reino Unido | 2.ª           | 2015-16       | 25  | 6  | 8  | 0  | — | — | 33  | 6   | 0.1 |
| Hibernian F. C. Reino Unido | 2.ª           | 2016-17       | 34  | 8  | 9  | 1  | — | — | 43  | 9   | 0.2 |
| Hibernian F. C. Reino Unido | 1.ª           | 2017-18       | 34  | 5  | 8  | 1  | — | — | 42  | 6   | 0.1 |
| Hibernian F. C. Reino Unido | 1.ª           | 2018-19       | 18  | 4  | 7  | 0  | — | — | 25  | 4   | 0.1 |
| Hibernian F. C. Reino Unido | 1.ª           | 2019-20       | 20  | 5  | 9  | 1  | — | — | 29  | 6   | 0.2 |
| Hibernian F. C. Reino Unido | 1.ª           | 2020-21       | 36  | 12 | 12 | 3  | — | — | 48  | 5   | 0.1 |
| Hibernian F. C. Reino Unido | 1.ª           | 2021-22       | 11  | 7  | 6  | 4  | — | — | 17  | 11  | 0.6 |
| Hibernian F. C. Reino Unido | Total club    | Total club    | 178 | 47 | 59 | 10 | — | — | 237 | 57  | 0.2 |
| Total carrera               | Total carrera | Total carrera | 330 | 88 | 73 | 13 | — | — | 403 | 101 | 0.2 |
| 1.                          |               |               |     |    |    |    |   |   |     |     |     |

### Apariciones internacionales
Estadísticas precisas al partido jugado el 11 de noviembre de 2021.
| Australia | Australia | Australia |
| Año       | Partidos  | Goles     |
| --------- | --------- | --------- |
| 2018      | 3         | 2         |
| 2019      | 1         | 0         |
| 2021      | 7         | 3         |
| Total     | 11        | 5         |

#### Goles internacionales
A partir del partido disputado el 11 de noviembre de 2021. La puntuación de Australia aparece en primer lugar, la columna de puntuación indica la puntuación después de cada gol de Boyle.
| N.º | Fecha                   | Sede                                                 | Gorra | Adversario | Puntaje | Resultado | Competencia                                                                                             |
| --- | ----------------------- | ---------------------------------------------------- | ----- | ---------- | ------- | --------- | --- |
| 1   | 20 de noviembre de 2018 | Estadio ANZ, Sídney, Australia                       | 2     | Líbano     | 1–0     | 3–0       | Partido amistoso                                                                                        |
| 2   | 20 de noviembre de 2018 | Estadio ANZ, Sídney, Australia                       | 2     | Líbano     | 2–0     | 3–0       | Partido amistoso                                                                                        |
| 3   | 11 de junio de 2021     | Estadio Internacional Jaber Al-Ahmad, Kuwait, Kuwait | 6     | Nepal      | 3–0     | 3–0       | Segunda Ronda de la Clasificación de AFC para la Copa Mundial de Fútbol de 2022 y la Copa Asiática 2023 |
| 4   | 2 de septiembre de 2021 | Estadio Internacional Jalifa, Doha, Catar            | 8     | China      | 2–0     | 3–0       | Tercera ronda de la clasificación de AFC para la Copa Mundial de Fútbol de 2022                         |
| 5   | 7 de octubre de 2021    | Estadio Internacional Jalifa, Doha, Catar            | 9     | Omán       | 2–1     | 3–1       | Clasificación para la Copa Mundial de la FIFA 2022                                                      |

## Palmarés

### Títulos nacionales
| Título                | Club            | País        | Año     |
| --------------------- | --------------- | ----------- | ------- |
| Campeonato de Escocia | Dundee F. C.    | Reino Unido | 2013-14 |
| Copa de Escocia       | Hibernian F. C. | Reino Unido | 2015-16 |
| Campeonato de Escocia | Hibernian F. C. | Reino Unido | 2016-17 |

### Distinciones individuales
| Distinción                                          | Año               |
| --------------------------------------------------- | ----------------- |
| Máximo goleador de la liga escocesa de fútbol       | 2011-12           |
| Mejor jugador del mes de la Premier League escocesa | Diciembre de 2019 |
| Mejor jugador del mes de la Premier League escocesa | Agosto de 2021    |